# THE WASTED
THE WASTED（ザ・ウェイステッド）は、日本の4人組パンク・ロックバンドである。

## 概要
ボーカル・ギターのTE2YAを中心に、2013年に結成。所属事務所STARIVERをメンバー自ら運営。2015年から相川七瀬のバックバンドとしても活動中。

## メンバー
- TE2YA（テツヤ、11月25日 - ）ボーカル、ギター
- TEMPLE（テンプル、12月12日 - ）ギター
- Jackie（ジャッキー、6月4日 - ）ベース
- ZACK（ザック、1月11日 - ）ドラムス

## ミュージックビデオ
| 監督         | 曲名                             |
| 吉田ハレラマ | Better Off Dead「」              |
| 吉田ハレラマ | Find You「」                     |
| 吉田ハレラマ | Night Club「」                   |
| フリーザック | So Good!!「」                    |
| フリーザック | Crazy Crazy「」                  |
| フリーザック | SHOUT IT LOUD!!（デモ）「」      |
| フリーザック | Blue Sky Blues（デモ）「」       |
| フリーザック | Dreamer（デモ）「」              |
| フリーザック | Name.（デモ）「」                |
| フリーザック | Fantastic Revolution（デモ）「」 |
| フリーザック | Goodbye Yesterday（デモ）「」    |

## 主な活動
2013年
- 3月30日 横浜BAY HALLにて初ライブ。
- 7月7日 「KITAZAWA TYPHOON 2013」に出演。
- 7月21日 渋谷O-crestにてSAY MY NAME.のLet It Outツアーファイナルに出演。
- 11月4日 F.A.D YOKOHAMAにてWASTED NIGHT Vol.1開催。
- 12月19日・23日、1月19日 MUSCLE ATTACKのツアーに参加。
- 12月30日 SHIBUYA LOOP ANNEXでにSAY MY NAME.主催のInside out! Vol.2へSHIT HAPPENINGと出演、3マンライブを行う。

2014年
- 1月11日・15日 ROOKiEZ is PUNK'D「リクライム」Release Tourへ参加。
- 1月25日 関内the TOPにてWASTED NIGHT Vol.2開催。
- 2月20日・21日 SHIT HAPPENING「GO WITH ME」ツアーへ参加。
- 3月9日 渋谷THE GAMEにてPUNKLOID主催のDig THE GROOVE!に出演。
- 3月22日 関内the TOPにてWASTED NIGHT Vol.3を開催、SAY MY NAME. 、ALL OFFと３マンライブを行う。
- 4月7日 ALL OFF「Soundtrack For Your Lonely View」Release Tourに参加。
- 5月3日 シングル『404-NOT FOUND』をタワーレコード店舗限定でリリース。
- 10月7日、11月2日SHIT HAPPENING「Ironic」Tourに参加。
- 10月16日・17日 渋谷CYCLONE、GARRETにて行われたSILHOUETTE FROM THE SKYLIT x CYCLONE presents "SHIBUYA THE OVERGROUND FEST 2014"に出演。
- 11月8日 横浜BAY JUNGLEにて行われた音魂SEA STUDIOとChameleonの共同イベントに参加。
- 11月28日 恵比寿club aimにて行われた日本工学院主催のイベントにてMUSCLE ATTACKと2マンライブを行う。

2015年
- 2月20日・21日・23日・24日 MISTY「COUNTLESS MESSAGE」Release Tourに参加。
- 3月25日 黒夢トリビュート・アルバム『Revision Underwear』へ『HELLO,CP ISOLATION』で参加。
- 3月27日 恵比寿club aimにてTHE WASTED 2周年ワンマンライブを開催。
- 4月8日 ROCKBELL recordsよりデビューフルアルバム「DEAR DORK」をリリース。
- 4月24日 「DEAR DORK」Release Tourを開始、全国22ヵ所にも及ぶツアーを行う。
- 4月25日 幕張メッセにて開催されたニコニコ超会議にZACKがフリーザックとして出演。
- 5月20日 渋谷eggmanにて開催された「NOiD」に出演。
- 5月31日 ZACKが織田哲郎のサポートドラマーとして秋田六魂祭へ参加。
- 7月24日 渋谷TSUTAYA O-Crestにてツアーファイナルワンマンを大盛況に終える。
- 8月26日 織田哲郎プロデュースでリリースされた相川七瀬20周年記念シングル「満月にSHOUT!」にアレンジ、レコーディングで参加。
- 8月28日 恵比寿club aimにてWASTED NIGHT Vol.4を開催。
- 9月5日「Road to 超パーティー2015出演者大集合24時間特番」へZACKがフリーザックとして出演、小林幸子と共演する。
- 9月23日 SHIT HAPPENING「Landmark」ツアーへ参加。
- 10月18日 相川七瀬カバーアルバム『Treasure Box Tetsuro Oda Songs』に収録されている「君がいたから」のアレンジ、レコーディングに参加。
- 10月25日 さいたまスーパーアリーナにて行われたニコニコ超パーティー2015へZACKがフリーザックとして出演。渋谷音楽祭に出演。織田哲郎、相川七瀬と共演する。
- 10月27日 恵比寿club aimにてWASTED NIGHT Vol.5を開催。
- 11月2日 配信限定シングル「So Good!!」をリリース。
- 11月8日 EX THEATER ROPPONGIにて行われた『NANASE AIKAWA 20th ANNIVERSARY GIG』にバックバンドとして参加。藍井エイル、浅岡雄也、エグスプロージョン、斎藤司、寺田恵子、中村あゆみ、杏子、工藤静香と共演。
- 11月16日 配信限定シングル「I wanna be★」をリリース。
- 12月18日 恵比寿club aimにてWASTED NIGHT Vol.6を開催。

2016年
- 1月16日 幕張メッセで開催されたTOKYO AUTO SALONへ相川七瀬のバックバンドとして出演。MAX、SEAMO、その他アーティストと共演。
- 2月26日 恵比寿club aimにてSTARIVER NIGHT Vol.1を開催。
- 3月26日 恵比寿club aimにてWASTED NIGHT Vol.7を開催、MUSCLE ATTACKと2マンライブを行う。
- 4月8日 新宿BLAZEにてROLL-B DINOSAUR春のツアーに黒猫チェルシーと参加。
- 5月3日 セブンパーク アリオ柏にて開催されたカシフェスに相川七瀬のバックバンドとして出演。日本テレビ「スッキリ」内でフリーザックが取り上げられる。
- 5月5日 お台場フジテレビ本社屋1F広場にて開催された「みちのくフェス〜人生のパイセンTV 春のマジリスペクト祭〜」に出演。
- 5月11日 1stミニアルバム「16」をリリース。フリーザックが命をかけて高度3800メートルからスカイダイビングをしてアルバムの宣伝を行う。
- 5月15日 タワーレコード渋谷店4Fにてインストアライブ。
- 6月25日 ヴィレッジヴァンガード高田馬場店にてインストアライブ。
- 6月5日・11日・12日 MUSCLE ATTACKと東名阪の2マンツアーを行う。渋谷VUENOS、心斎橋FANJ、栄R.A.D。
- 7月3日・7日・10日 相川七瀬ツアー『NANASE'S DAY TOUR 2016』へバックバンドとして参加。名古屋QUATTRO、渋谷TSUTAYA O-East、梅田am HALL。
- 7月15日 恵比寿club aimにて「16」ツアーファイナルワンマンを大盛況に終える。
- 8月7日 横浜赤レンガパークにて行われた「日テレライブインサマーYOKOHAMAヒルナンデス!コラボDAY」に相川七瀬のバックバンドとして出演、つるの剛士、チームしゃちほこの演奏も務める。共演者はSonar Pocket、TRF、AAA。
- 8月26日 恵比寿club aimにてSTARIVER NIGHT Vol.2を開催。
- 9月10日 宇都宮HEAVEN'S ROCK VJ-2にて開催されたSHIT HAPPENING活動休止ツアー「DEPARTURE」ツアーに参加。
- 9月27日 下北沢SHELTER 25th Anniversary MISTY presents''PLAYROOM Vol.1''に出演。
- 10月15日 「KITAZAWA TYPHOON 2016」に出演。
- 10月26日 相川七瀬アルバム「NOW OR NEVER」に収録されている「Damn it!!」の作編曲をTE2YAが務め、レコーディングにTHE WASTEDが参加。その他楽曲提供アーティストは織田哲郎、明希、柴崎浩、TAKUYA、TETSUYA、J、室姫深、都啓一。
- 11月8日 EX THEATER ROPPONGIにて行われた相川七瀬ライブ「NOW OR NEVER」にバックバンドとして出演。DJ KOOと共演。
- 11月23日 横浜南公会堂ホールにて行われた「Neck Rock THE FINAL」に出演。
- 12月12日 恵比寿club aimにてWASTED NIGHT Vol.8を開催。配信、通販、会場限定シングル「Crazy Crazy」をリリース。

2017年
- 1月28日 仙台RIPPLE 15周年イベントに出演。
- 6月16日 恵比寿club aimにてWASTED NIGHT Vol.9を開催。
- 7月2日・7日・8日 相川七瀬ツアー『NANASE'S DAY TOUR 2017』へバックバンドとして参加。阿倍野ROCKTOWN、渋谷TSUTAYA O-East、NAGOYA ReNY limited。
- 9月25日 奈良県斑鳩町70周年記念古代舞コンサートへ相川七瀬のバックバンドとして出演。
- 12月11日 恵比寿club aimにてWASTED NIGHT Vol.10を開催。
- 12月30日 渋谷STAR LOUNGEにてTE2YAギターがFLY AWAY事件。

2018年
- 1月より武者修行ツアー、12ヶ月連続MV公開企画、WASTED TVの毎週配信を開始。
- 1月1日 「SHOUT IT LOUD!!」公開開始。
- 2月1日 「Blue Sky Blues」公開開始。
- 2月11日・12日・16日 相川七瀬LIVE TOUR 2018「The Rock Goes On」にZACKがバックバンドとして参加。Billboard Live OSAKA、 Blue Note NAGOYA、渋谷DUO Music Exchange。
- 3月1日 「Dreamer」公開開始。
- 3月22日 WASTED NIGHT Vol.11を開催。
- 4月1日 「Name.」公開開始。
- 5月1日 「Fantastic Revolution」公開開始。
- 6月1日 「Goodbye Yesterday」公開開始。
- 6月3日 横浜7th AVENUE、ALL FOR MEAL、RHETORICと共同で「YOKOHAMA LOCAL HEROES Vol.1」を開催。